# NGC 747
NGC 747 (również PGC 7366) – galaktyka spiralna (Sb), znajdująca się w gwiazdozbiorze Wieloryba. Odkrył ją Francis Leavenworth w 1886 roku.